# Гуидобалдо да Монтефелтро
Гуидобалдо да Монтефелтро (на италиански: Guidobaldo (Guido Ubaldo) da Montefeltro, * 17 януари 1472, Губио, † 11 април 1508, Фосомброне) от рода Да Монтефелтро е 3-ти херцог на Урбино (1482 – 1502 и 1503 – 1508), кондотиер, меценат на изкуствата.
Той е последният мъжки наследник от рода Да Монтефелтро.

## Произход
Той е единстевният син на Федерико да Монтефелтро (* 1422; † 1482), кондотиер и херцог на Урбино, и на втората му съпруга Батиста Сфорца (* 1446; † 1472). По бащина линия е внук на Гуидантонио да Монтефелтро (* 1378; † 1444), кондотиер, граф на Урбино (1404 – 1443), владетел на Асизи, Бастия Умбра, Кали, Кастел Дуранте, Чита ди Кастело, Форли и др., и на Елизабета дели Акомандучи или на Бернардино Убалдини дела Карда и Аура да Монтефелтро, а по майчина – на Алесандро Сфорца, управител на Пезаро, и на Костанца да Варано. Вуйчо му е Костанцо I Сфорца. Има седем сестри: 
- Сестра (* 1460, † 1461)
- Елизабета (* 1462; † 1521), монахиня с името „Киара“ в манастира „Санта Киара“ в Урбино, господарка на Римини като съпруга на Роберто Малатеста ;
- Джована (* 1463; † 1514), херцогиня на Сора и Арче и господарка на Сенигалия като съпруга на Джовани дела Ровере, племенник на папа Сикст IV;
- Костанца (* 1466; † 1518), княгиня на Салерно и графиня на Марсико като съпруга на Антонело Сансеверино;
- Аниезе (* 1470; † 1523), херцогиня на Палиано и графиня на Талякоцо като съпруга на Фабрицио Колона, кондотиер и велик конетабъл на Кралство Неапол;
- Аура († млада)
- Джиролама († 1482)

Има и двама полубратя и есна или две полусестри от извънбрачни връзки на баща си.

## Биография
Гуидобалдо поема контрола над Урбино едва на 10-годишна възраст след смъртта на баща си през 1482 г. Това е време на голяма политическа несигурност. Той ръководен и подпомаган от чичо си, граф Отавиано Убалдини дела Карда, назначен за негов настойник, и от брат си Антониo.
- Портрет на Гуидобалдо да Монтефелтро като дете
- Гуидобалдо с баща му Федерико да Монтефелтро, от Педро Беругете

На 1 май 1483 г. е назначен за генерал-капитан на армиите на лигата между краля на Неапол и херцога на Милано. Той има някои разногласия с папата относно замъка Петроя, но бързо ги разрешава и още по време на Заговора на бароните (1485-1486) се бори за Църквата срещу Неаполитанското кралство, превръщайки се в един от най-верните съюзници на папата.
Усвоява занаята на кондотиер в младостта си, подобно на много италиански аристократи от онова време. 
На 11 февруари 1489 г. 17-годишният херцог се жени за 16-годишната Елизабета Гонзага, дъщеря на Федерико I Гонзага, маркграф на Мантуа, и на съпругата му Маргарета Баварска, както и сестра на Франческо II Гонзага, маркграф на Мантуа. Двойката няма деца, понеже Гуидобалдо е импотентен.
През първата половина на 1490-те г. участва в много кампании на страната на Флоренция и на Светия престол. Той е на служба при папа Александър VI по време на злополучното идване в Италия на краля на Франция Шарл VIII и падането на Неаполитанското кралство (21 февруари 1495 г.). По-късно потегля срещу самия френски крал, сражавайки се за Венецианската република .
След като си спечелва репутацията на доблестен капитан в цяла Италия, той е повикан от флорентинците срещу Пиза, но този път стратегическите умения на опонента му Лучо Малвеци не му позволяват да постигне победа.
В края на 1496 г., докато командва папските войски в битката при Брачано, той е пленен от войските на Орсини и Вителоцо Вители, но скоро се връща на свобода. В битката при Валерано е пленен от Батиста Този, който се сражава в редиците на Орсини.
През лятото на 1502 г. е прогонен от Урбино от армията на сина на папа Александър VI, Чезаре Борджия, който се стреми да подчини цяла Централна Италия. Гуидобалдо набързо изоставя херцогството, в което са нахлули от север, за да спаси живота си, като се укрива първо в Равена, а след това в Мантуа. Година по-късно обаче, възползвайки се от смъртта на папата, той си възвръща трона. След конфискацията на имуществото на Борджия от новия папа Юлий II, херцогът на Урбино получава 20 000 дуката като обезщетение за щетите, причинени му от походите на Чезаре. Напълно възвръща владенията си благодарение на Папата, който тържествено влиза в херцогството с него, преминавайки от град на град. Той също така е назначен от папата за генерал-капитан и гонфалониер на Светата Римска църква – длъжности, вече заемави от баща му Федерико.
Гуидобалдо няма пряк наследник. За да запази независимостта на Урбино, през 1504 г. той осиновява 14-годишния Франческо Мария I дела Ровере. Това е добър избор: дела Ровере е племенник както на самия Гуидобалдо, така и на папа Юлий II. Съюзът с папата предпазва херцога на Урбино от посегателства върху владенията му до края на живота му.
Умира през април 1508 г. на 36 г. от подагра. Тялото му е тържествено пренесено в Урбино и е погребано в църквата „Сан Бернардино“ – херцогският мавзолей, до този на баща му Федерико. Със смъртта му мъжката линия на семейство Да Монтефелтро изчезва. През 1508 г. дела Ровере става херцог на Урбино под регентството на Елизабета Гонзага.

## Ренесансов господар
Гуидобалдо да Монтефелтро е известен не само като военен лидер и политик, но и като меценат на изкуствата. По време на неговото управление в Урбино е основан Урцинският университет, който съществува и до днес. Гуидобалдо покровителства младия Рафаело Санцио, родом от Урбино. През 1506 г. Рафаело рисува малка картина „Свети Георги убива дракона“, поръчана от Гуидобалдо , както и „ Мадоната с безбрадия Йосиф“ и „Орлеанската Мадона“. На великия художник се приписват и портрети на херцога и съпругата му.
Известни представители на италианската ренесансова култура, като Пиетро Бембо и Балдасаре Кастильоне, живеят в двора на Гуидобалдо. Кастильоне описва висшето общество на Урбино в трактата си „Придворният“ ( Il Cortegiano). В него той разказва за разговорите, проведени в кръга на доверениците на херцогинята през март 1507 г. Темата е какъв трябва да бъде идеалният придворен и какви черти са му присъщи. Кастильоне рисува образ на напреднал човек от Ренесанса – всестранно развита и физически личност, любознателна, стремяща се към съвършенство във всичко. Писателят уточнява, че освен в Урбино е трудно да се намерят такива дворове, където да царуват благородство на морала и уважение към науката и изкуството.
Твърди се, че Кодексът от Бардера – ръкопис от 1491 г., дълго смятан за фалшив или несъществуващ, но очевидно съхраняван в Сарагоса, е принадлежал на Гуидобалдо да Монтефелтро (а не, както твърди Ернесто Лама, на Гуидобалдо II дела Ровере ).

## В масовата култура
Той е един от героите в телевизионния сериал „Борджиите“.